# Wesley So
Wesley Barbasa So, född 9 oktober 1993, är en filippinsk-amerikansk stormästare i schack, en titel han fick 2008. Hans nuvarande rating är 2770, men hans högsta någonsin var 2822.
Wesley So vann 2016 Sinquefield Cup. 